# Sintula diceros
Sintula diceros là một loài nhện trong họ Linyphiidae.
Loài này thuộc chi Sintula. Sintula diceros được Eugène Simon miêu tả năm 1926.